# Parque de las Iguanas
Parque de las Iguanas är en park i Ecuador.   Den ligger i provinsen Guayas, i den sydvästra delen av landet, 270 km sydväst om huvudstaden Quito. Parque de las Iguanas ligger 7 meter över havet.
Terrängen runt Parque de las Iguanas är huvudsakligen platt, men åt nordväst är den kuperad. Runt Parque de las Iguanas är det ganska tätbefolkat, med 239 invånare per kvadratkilometer. Närmaste större samhälle är Guayaquil, 4,0 km norr om Parque de las Iguanas. Runt Parque de las Iguanas är det i huvudsak tätbebyggt.